# التعمية في الحرب العالمية الأولى

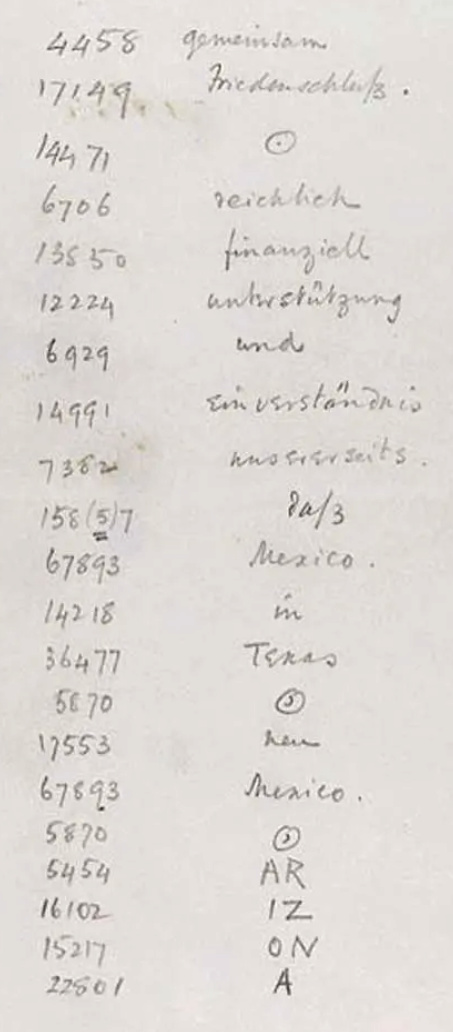
رموز برقية زيمرمان كما حلتها استخبارات البحرية البريطانية

استُخدم النص المُعَمَّى أثناء الحرب العالمية الأولى بشكل مكثف، وقد أدى تمكُّن استخبارات البحرية البريطانية من استخراج مُعمَّى برقية زيمرمان إلى دخول الولايات المتحدة الحرب.
استخدمت الجيوش الميدانية لمعظم الدول المتحاربة (الجيش الأمريكي والبريطاني والفرنسي والألماني) ما سمي برموز الخنادق (بالإنجليزية: Trench codes)‏ في الحرب العالمية الأولى، وكانت معظم هذه الرموز شائعة الاستخدام مجرد رموز استبدال بسيطة، أما الرسائل الأكثر أهمية فقد كان يُستخدم فيها ـ بصفة عامة ـ التعمية الرياضية لمزيد من التأمين. وقد تطلّب استخدام هذه الرموز توزيع كتيبات ترميز على العسكريين. وقد كانت هذه الكتيبات نقطة ضعف أمنية، لأنها كانت معرضة للسرقة أو الاستيلاء عليها من قوات العدو.

## بريطانيا
اضطلعت الغرفة 40، التابعة لمخابرات البحرية، والمكتب الأول (MI1) التابع للاستخبارات الحربية باستخراج المُعمَّى في بريطانيا

## روسيا
كان إرنست فيترلاين يعمل في وزارة الخارجية في روسيا القيصرية منذ سنة 1896، وقد تمكن من استخراج العديد من المُعمَّيات الألمانية والنمساوية والبريطانية وغيرها، وقد رُقي فيما بعد ليكون كبير المختصين باستخراج المعمى برتبة أدميرال. غير أنه فر ـ لدى اندلاع الثورة الروسية سنة 1917 ـ إلى بريطانيا، وجُنّد للعمل في الغرفة 40 في يونيو 1918 لاستخراج المعمى النمساوي والبلشفي والجورجي.
استخدم الروس نسخة شديدة التعقيد من شفرة فيجنير، غير أن محلل الشفرات النمساوي المجري هيرمان بوكورني نجح في فك رموزها في ثلاثة أيام.

## فرنسا
أعاد الجيش الفرنسي عسكريين متقاعدين إلى الخدمة ـ هما جورج بانفان وايتيان بازيري ـ وكلفهما باستخراج معمى الرسائل الألمانية. وبفضل نشاطهم الكبير في فترة ما قبل الحرب، كان الفرنسيون أكثر استعدادًا من غيرهم من الأمم التي خاضت الحرب لاستخراج مُعمَّى الرسائل اللاسلكية الألمانية. وقد كان لفرنسا في بداية الحرب ثمانية محطات اعتراضية، ثم أنشئ المزيد من المحطات أثناء الحرب، من بينها محطة في برج إيفل. وقد تمكنت فرنسا بواسطة هذه المحطات من اعتراض أكثر من مائة مليون كلمة من الرسائل اللاسلكية الألمانية أثناء الحرب، وفقًا لتقديرات الكولونيل كارتييه، من وزارة الحرب الفرنسية.

## ألمانيا والنمسا
تمكنت ألمانيا والنمسا من اعتراض الرسائل اللاسلكية الروسية. ويُذكر أن الانتصار الألماني الحاسم على الروس في معركة تاننبرغ (1914) كان بفضل اعتراض الألمان لرسائل تبادلها القادة الروس من غير تعمية.
أنشئ مكتب التنصت الألماني (بالألمانية: Abhorchdienst)‏ سنة 1916، وكان يتألّف ـ بالدرجة الأولى من مختصين بالرياضيات. وقد وضع الألمان قواعد تحدد أنواع التعمية المسموح باستخدامها في كل ظرف من الظروف، ففي حدود ثلاثة كيلومترات من الخطوط الأمامية (أو ما كان يُعرف بمنطقة الخطر) لم يكن يُسمح بتبادل الاتصالات إلا باستخدام تعمية تُعرَف بالتعمية ثلاثية الأرقام. أما فيما سوى تلك المنطقة الخطرة، فكان يُسمح باستعمال تعمية أخرى تُعرَف بالتعمية ذات الحروف الثلاثة، وكانت يجري تبادل الرسائل بين الفرق والكتائب وبين قيادة الجيش باستخدام مُعمِّي يُسمَّى مُعمِّي ADFGVX. وقد نجح مستخرج المُعمَّى الفرنسي جورج بانفان في تحليل هذه التعمية، وأدى ذلك إلى تغير جوهري في سير المعارك، حيث استطاع الفرنسيون فك رموز رسالة نجحوا في اعتراضها وكانت عن إرسال ذخائر إلى الخطوط الأمامية تمهيدًا لهجوم ألماني، مما مكّن الفرنسيين من معرفة مكان وزمان الهجوم المرتقب، ومن ثم تمكنوا من صده. وقد عُرفت هذه الرسالة برسالة النصر.

## الولايات المتحدة
بدأ هربرت ياردلي العمل موظفًا للتكويد في وزارة الخارجية الأمريكية، وبعد اندلاع الحرب، عُين رئيسًا لقسم فك الشفرات في قسم الاستخبارات العسكرية، ثم عُين ضابطًا مختصًا باستخراج المعمى في الرسائل اللاسلكية في القوات الأمريكية بفرنسا، ثم رأس مكتب التعمية، الذي أنشيء سنة 1919 في أعقاب الحرب العالمية الأولى، والذي كان يشترك في تمويله كل من وزارة الخارجية والجيش الأمريكي.
تمت بعض أعمال استخراج المُعمَّى أثناء الحرب العالمية الأولى في مختبر ريفربانك في شيكاغو، حيث كان يعمل كل من إليزابيث فريدمان وويليام ف. فريدمان وأغنس ماير دريسكول.
كانت البحرية الأمريكية تستخدم المُعمِّي المسمى A-1، وقد أنشئت مجموعة استخراج المُعَمَّى OP-20-G التابعة للبحرية الأمريكية في أعقاب الحرب العالمية الأولى (سنة 1922).
استخدمت الولايات المتحدة أيضًا جنودًا من قبائل الشيروكي والشوكتاو عُرفوا بمتحدثي الشفرة (بالإنجليزية: code talkers)‏ أثناء الحرب العالمية الأولى.